# Mustafa Eser
Mustafa Eser (* 29. August 2001 in Ümraniye) ist ein türkischer Fußballspieler, der als Innenverteidiger für den türkischen Verein Ümraniyespor spielt.

## Karriere
Eser begann seine Karriere 2013 in der Jugendverein von Ümraniyespor. Am 6. September 2019 unterzeichnete er seinen ersten Profivertrag beim Verein. In der Saison 2022/23 trug er zum Aufstieg des Vereins in die Süper Lig bei. Sein Debüt in der höchsten türkischen Spielklasse gab er am 22. Oktober 2022 in einem Spiel gegen Fatih Karagümrük.